# Of Malice and the Magnum Heart
Of Malice and the Magnum Heart är det amerikansk-kanadensiska metalcore-bandet Misery Signals debutalbum, utgivet i juni 2004 på Ferret Music. Albumet återutgavs på vinyl 2024 i samband med bandets avskedsturné.
Of Malice and the Magnum Heart producerades av Devin Townsend och innehåller gästsång av Matthew Mixon, som sjöng i 7 Angels 7 Plagues där också Morgan och Johnson var medlemmar.
En musikvideo spelades in till "The Year Summer Ended in June", som är en omarbetning av spåret med samma namn från bandets självbetitlade debut-EP. Låten är tillägnad Jordan Wodehouse och Daniel Langlois, bandkollegor till Zaraska som omkom i en bilolycka under en turné där deras band Compromise spelade förband till 7 Angels 7 Plagues.

## Låtlista
1. "A Victim, a Target" (med Devin Townsend) – 1:51
2. "In Response to Stars" – 3:40
3. "The Year Summer Ended in June" – 4:25
4. "In Summary of What I Am" – 4:29
5. "The Stinging Rain" (med Matthew Mixon) – 5:00
6. "Worlds & Dreams" (instrumental) – 3:40
7. "Murder" (med Matthew Mixon) – 4:21
8. "On Account of an Absence" – 3:08
9. "Five Years" (med Matthew Mixon) – 5:55
10. "Difference of Vengeance and Wrongs" (med Byron Jay Ellis) – 6:35

## Medverkande
Musiker
- Jesse Zaraska – sång
- Ryan Morgan – leadgitarr, bakgrundssång
- Stu Ross – rytmgitarr, bakgrundssång
- Kyle Johnson – basgitarr
- Branden Morgan – trummor

Bidragande musiker
- Devin Townsend – sång
- Matthew Mixon – sång
- Byron Jay Ellis – sång

Produktion
- Devin Townsend – producent
- Shawn Thingvold – inspelningstekniker, mixning, mastering
- Scott Cooke – inspelningstekniker
- Greg Reely – mastering
- Tom Bejgrowicz – art direction, design, layout
- Travis Smith – illustrationer